# Acte d'Afirmació Valencianista
L'Acte d'Afirmació Valencianista va tindre lloc al teatre Eslava de València el 26 de juliol de 1914. A l'acte, organitzat per la Joventut Valencianista de Barcelona i de València, s'hi adheriren i hi assistiren entitats i personalitats de tot l'espectre polític al voltant d'uns plantejaments valencianistes mínims: l'«oficialitat de la llengua valenciana», el «reconeixement de la personalitat regional» i l'«autonomia administrativa», en forma d'una Mancomunitat del País Valencià. Per primera vegada i de manera pública s'afirmava una voluntat de recuperació de l’autogovern perdut, més enllà de la Renaixença literària.
A l'acte es va acordar, a més, la necessitat de posar en marxa un Institut d'Estudis Valencians i de crear un periòdic «regionalista» que propagara els ideals valencianistes. La trobada, tanmateix, no va arribar a tindre quasi conseqüències materials a causa de l'heterogeneïtat dels elements reunits, que en molts casos no estaven disposats a dur a la pràctica les conclusions teòriques acordades. Amb tot, la Joventut Valencianista, que s'havia reorganitzat poc abans, va viure una època d'efervescència valencianista i va posar en marxa el setmanari Pàtria Nova uns mesos després. També es va intentar la celebració d'una diada anual el 29 de juny (dia de la pèrdua dels Furs, el 1707) que, si bé no va quallar, és l'antecedent de l'actual diada del 25 d'Abril.